# Isturgia roraria
Isturgia roraria is een vlinder uit de familie spanners (Geometridae). De wetenschappelijke naam is voor het eerst geldig gepubliceerd in 1776 door Fabricius.
De soort komt voor in Europa.